# Kornett (officer)
Kornett var i Sverige till 1835 den lägsta officersgraden i kavalleriet och motsvarade fänrik i infanteriet. Titeln kommer av kornett, en äldre benämning på ett kavalleristandar. I ett kavallerikompani fanns två kornetter. Premiärkornetten (förste) som hade den högre rangen av de två och sekundkornetten (andre) som red med kompaniets standar och följaktligen var den yngre av de två.

## Referens
1. ↑  Anders Larsson. Karolinska uniformer och munderingar åren 1700-1721 s. 78-79, 302. Jengel Förlag Östersund 2022. ISBN 978-91-88573-43-8